# Ngonini
Ngonini là một ngôi làng ở vùng Hhohho, miền bắc Eswatini. Nó nằm cách Piggs Peak 25 km về phía tây bắc trên tuyến đường MR1, cách biên giới với Nam Phi 7 km.
Nó có sân bay Piggs Peak.